# Drogo (Osnabrück)
Drogo († 10. Mai 967) war von 949 bis 967 Bischof von Osnabrück.

## Leben
Über sein Leben vor seiner Bischofszeit ist kaum etwas bekannt. Drogo war eng mit Otto I. verbunden. Er begleitete diesen auf verschiedenen Zügen. Für seine Unterstützung erteilte ihm Otto I. 952 das Münz-, Zoll- und Marktrecht in Wiedenbrück. Im Jahr 953 war er an einer Versammlung von Bischöfen und Großen in Aachen anwesend. Drogo war 962 bei der Kaiserkrönung Ottos in Rom anwesend. Im Jahr 965 schenkte ihm der Kaiser große Waldungen im Gebiet des späteren Hochstifts Osnabrück. Im gleichen Jahr nahm er an der Kölner Synode teil.